# Ben Pollack
Benjamin Pollack (Chicago, Illinois, 22 de junio de 1903 - Palm Spring, California, 7 de junio de 1971) fue un baterista y director de orquesta de jazz norteamericano. Se le apodó como "padre del swing".

## Trayectoria
Autodidacta, realiza su primera grabación con los New Orleans Rhythm Kings, una de las bandas de jazz contemporáneas de primera línea, en 1923. En 1926 organiza en Chicago su primera banda, llamada "The Californians", integrada por músicos jóvenes como Benny Goodman, Glenn Miller (reemplazado en 1928 por Jack Teagarden) o Jimmy McPartland,  con los que toca sobre todo en la costa oeste del país. Entre ese año y 1932, la banda realiza un gran número de grabaciones entre su ciudad natal y Nueva York. En la década de 1930, organizará sucesivas big bands que sobrevivirán a la crisis por distintas vías: Su banda de 1935, que incluía a Muggsy Spanier y Harry James, entre otros, continuará funcionando bajo la dirección de Bob Crosby, mientras Pollack monta una nueva orquesta en 1937.
Aparece, junto con su banda, en varias producciones de Hollywood dirigidas al gran público: Disc Jockey, dirigida por Will Jason en 1951; The Glenn Miller Story, dirigida por Anthony Mann en 1954; y The Benny Goodman Story, dirigida por Valentine Davies en 1955. A partir de esta época comienza a alejarse de la escena musical, para dedicarse al negocio de la restauración. Se suicidará en 1971.

## Estilo
Pionero en la adaptación del estilo Chicago a las big bands, fue de los pocos directores de orquestas del primitivo swing que mantuvo la presencia de violines y cellos en este tipo de formaciones. Logró un importante reconocimiento popular, en cierta forma comparable al de Paul Whiteman, aunque desde unos posicionamientos mucho más cercanos a la tradición hot que este.